# Milovan Raković
Milovan Raković (né le 19 février 1985 à Užice, dans la République socialiste de Serbie, en ex-Yougoslavie) est un joueur serbe de basket-ball, évoluant au poste de pivot.

## Carrière
Milovan Raković est le dernier joueur sélectionné lors de la draft 2007, au 60e rang par les Mavericks de Dallas. Il est transféré dans la foulée au Magic d'Orlando. Après trois saisons dans le club russe du Spartak Saint-Pétersbourg, il rejoint le club italien du Mens Sana Basket situé à Sienne, en 2010. Il est prêté au Žalgiris Kaunas pour la saison 2011-2012 avant de rejoindre le Bilbao Basket, puis le Trioumf Lioubertsy.
Il joue entre fin 2017 et 2018 dans le club d’Union Neuchâtel en Suisse. Le club, favori pour le titre, est battu en demi-finale des play-offs.